# Litta Modignani (famiglia)
La Casata dei Litta Modignani è un ramo nobiliare lombardo derivato dalla famiglia Litta di Milano, affermatosi stabilmente dal XVIII secolo come casato comitale e marchionale. Fu parte del patriziato milanese e riconosciuta nel Sacro Romano Impero tra le famiglie titolate. 
Ebbe origine da un'unione tra i Litta e i Modignani e fu titolare del marchesato di Menzago e Vinago, oltre che di numerosi beni nel Milanese, in Brinza, nel Lodigiano e nel Varesotto.

## Storia

### Origini
La famiglia Litta è attestata a Milano sin dal XIII secolo, inserita tra i casati del patriziato urbano. Il ramo detto Litta Modignani discende da un'alleanza con la famiglia Modignani di area lodigiana, avviata con il matrimonio tra Giovanni Battista Modignani, conte di Sangrato, e Anna Francesca Litta, celebrato nel 1699. L'unione patrimoniale e genealogica fu formalmente riconosciuta nel 1767, quando Eugenio Litta ottenne autorizzazione imperiale ad assumere il cognome composto Litta Modignani.
Nel 1717, l'imperatore Carlo VI conferì alla famiglia il titolo di Marchese di Menzago e Vinago. Tale dignità, unita alla condizione di patrizio milanese, consolidò la posizione della famiglia tra l'aristocrazia territoriale della Lombardia asburgica.

### XVIII secolo
Durante il XVIII secolo, i Litta Modignani rafforzarono i propri legami con la corte imperiale e consolidarono il patrimonio fondiario, in particolare nei territori di Affori, San Colombano al Lambro e Biumo Inferiore. L'investitura marchionale comportò anche l'inserimento del casato negli elenchi ufficiali del patriziato e nelle magistrature cittadine.
Nel 1764 la famiglia acquisì la Villa Orrigoni a Varese, successivamente trasformata in residenza nobiliare da Simone Cantoni, che ne reinterpretò la struttura in chiave neoclassica. Contemporaneamente fu ampliata anche la Villa Litta Modignanj di Affori, residenza di villeggiatura estiva alle porte di Milano.
I Litta Modignani parteciparono alla vita pubblica lombarda nel contesto delle riforme asburgiche, mantenendo incarichi onorifici e amministrativi. Alcuni membri aderirono alle istanze del riformismo settecentesco, pur senza rinunciare ai privilegi fondiari e fiscali di ceto.

### XIX secolo
Nel XIX secolo, la famiglia si adattò alle trasformazioni politiche connesse al Risorgimento italiano e alla caduta dell'Impero austriaco in Lombardia. Un membro di rilievo fu Giulio Litta Modignani (1813–1878), che prese parte ai moti del 1848, servì come ufficiale nella guerra di Crimea e fu successivamente consigliere comunale a Milano.
La famiglia mantenne le proprietà agricole, in particolare nel Lodigiano e nella campagna milanese, adottando metodi di gestione moderni e partecipando alla trasformazione da sistema mezzadrile a conduzione diretta. Le alleanze matrimoniali con i Ferrari, i Cucani e gli Albricci contribuirono alla stabilità economica e alla continuità dinastica.

### Epoca recente
Nel corso del XX secolo, i Litta Modignani continuarono a essere presenti nella società civile lombarda. Durante la Seconda guerra mondiale, Alberto Litta Modignani (1902–1942), ufficiale del Reggimento "Savoia Cavalleria", morì nella carica di Isbuscenskij, sul fronte russo, e fu decorato alla memoria con la medaglia d'oro al valor militare.
Nel dopoguerra, la famiglia conservò la proprietà di residenze storiche come la Villa Litta ad Affori (oggi sede della biblioteca civica) e la Villa Orrigoni Litta Modignani a Varese, entrambe restaurate o destinate a usi pubblici. Alcuni membri proseguirono in carriere professionali nei campi giuridico, accademico e medico.
Nonostante l'abolizione del riconoscimento giuridico della nobiltà con la Costituzione della Repubblica Italiana del 1948, la linea marchionale è proseguita senza interruzioni. L'attuale rappresentante è Eugenio Litta Modignani (n. 1967), considerato XI marchese di Menzago e Vinago secondo la tradizione genealogica del casato.
L'Archivio di Stato di Milano conserva un fondo dedicato alla famiglia, comprendente documentazione tra XVI e XX secolo, tra cui corrispondenza, atti notarili, registri amministrativi, investiture e materiali araldici.

## Marchesi di Menzago e Vinago (1717-attuale)
Il titolo di marchese del Sacro Romano Impero con predicato di Menzago e Vinago fu concesso nel 1717 all'interno del Ducato di Milano da Carlo VI d'Asburgo alla famiglia Litta. Il cognome composto Litta Modignani venne assunto nel 1767 da Eugenio Litta, a seguito di disposizioni ereditarie legate alla famiglia Modignani, originaria del Lodigiano. Il titolo è tuttora trasmesso per primogenitura maschile.
- Camillo Litta (1675–1722), I marchese di Menzago e Vinago;
- Eugenio Litta Modignani (1713–1785), II marchese di Menzago e Vinago, figlio del precedente;
- Giovanni Battista Litta Modignani (1767–1837), III marchese di Menzago e Vinago, figlio del precedente;
- Eugenio Litta Modignani (1794–1847), IV marchese di Menzago e Vinago, figlio del precedente;
- Lorenzo Litta Modignani (1797–1874), V marchese di Menzago e Vinago, fratello del precedente;
- Gianfranco Litta Modignani (1844–1899), VI marchese di Menzago e Vinago, figlio del precedente;
- Enrico Litta Modignani (1876–1908), VII marchese di Menzago e Vinago, figlio del precedente;
- Gaetano Litta Modignani (1879–1945), VIII marchese di Menzago e Vinago, fratello del precedente;
- Gianfranco Litta Modignani (1903–1981), IX marchese di Menzago e Vinago, figlio del precedente[6];
- Gaetano Litta Modignani (1934–1989), X marchese di Menzago e Vinago, figlio del precedente;
- Eugenio Litta Modignani (n. 1967), XI marchese di Menzago e Vinago, figlio del precedente.

## Palazzi e ville
| Immagine | Struttura                      | Località                | Costruzione  | Appaltatore                  | Note |
|          | Villa Litta Modignani          | Affori, Milano          | XVII secolo  | Marchese Pier Paolo Corbella | Costruita nel 1687, passò poi ai Litta Modignani. Dal 1937 è proprietà comunale e ospita la biblioteca e spazi culturali. |
|          | Villa Orrigoni Litta Modignani | Biumo Inferiore, Varese | XVIII secolo | Famiglia Orrigoni            | Acquisita nel 1764, fu ristrutturata da Simone Cantoni. Oggi è sede pubblica per eventi e iniziative culturali.           |
|          | Palazzo Litta Modignani        | Milano                  | XVIII secolo | Famiglia Litta Modignani     | Palazzo cittadino situato in Corso Europa, oggi adibito a uso direzionale e commerciale.                                  |